# Azis
Azis (Азис), vlastním jménem Vasil Trojanov Bojanov (Васил Троянов Боянов; 7. března 1978), je bulharsko-romský zpěvák, který je mimo jiné známý díky svému provokativnímu transvestitnímu image.
Jako bavič a zpěvák vydal řadu nahrávek. Jeho alba jsou: „Celuvaj me“ (2003), „Na golo“ (2003), „Kraljat“ (2004), „Zaedno“ (se zpěvačkou Desislavou) (2004) a „2005“ (2005). Společně vystoupil se zpěvačkou Marianou Popovou v semifinále soutěže Eurovize 2006 s písní Let Me Cry, avšak do velkého finále se nedostali.
Azis začal svou politickou kariéru v roce 2005 jako člen politické strany Euroroma a v tom roce se také účastnil parlamentních voleb, avšak nezískal dostatek hlasů.
V roce 2006 byl v pořadu „Velikite Bălgari“ (bulharská obdoba soutěže Největší Čech) zvolen 21. největším Bulharem všech dob. Ze žijících osob byl v žebříčku druhý, před ním byl jako jediný žijící pouze fotbalista Christo Stoičkov, který se umístil na 12. místě.
Azis se nedávno[kdy?] objevil ve „VIP verzi“ soutěže „Big Brother“ spolu se svým manželem Kitaecem. Azis dobrovolně dům po 19 dnech opustil, ale jeho manžel tam zůstal.

## Diskografie
- Celuvaj me (2003)
- Na golo (2003)
- Kraljat (2004)
- Zaedno (s Desislavou) (2004)
- 2005 (2005)
- Dueti (2005)
- Diva (2006)